# 布倫科韋內什蒂鄉 (穆列什縣)
46°52′N 24°46′E / 46.867°N 24.767°E
布倫科韋內什蒂鄉（羅馬尼亞語：Comuna Brâncovenești, Mureș），是羅馬尼亞的鄉份，位於該國中部，由穆列什縣負責管轄，面積88平方公里，海拔高度399米，2007年人口4,121，人口密度每平方公里47人。